# Eduardo Gutiérrez
Eduardo Gutiérrez Valdivia (17 de gener de 1925) és un exfutbolista bolivià.

## Selecció de Bolívia
Va formar part de l'equip bolivià a la Copa del Món de 1950. Participà en el campionat sud-americà de 1949. Fou 20 cops internacional entre 1947 i 1953.